# NGC 1562
NGC 1562 este o galaxie lenticulară situată în constelația Eridanul. A fost descoperită în 12 noiembrie 1885 de către Francis Leavenworth. Se află la o distanță de 121,34 de megaparseci de Pământ.